# كولي عليرضا (الريف الشرقي)
كولي عليرضا (بالفارسية: کولی‌علیرضا) هي منطقة سكنية تقع في إيران في قسم الريف الشرقي الريفي. يقدر عدد سكانها بـ 77 نسمة بحسب إحصاء 2016.